# ARM Cortex-A55
ARM Cortex-A55是一個基於ARMv8.2-A64位指令集架構設計的中央處理器以及ARM內核。由安謀控股旗下劍橋設計中心的劍橋團隊設計。ARM Cortex-A55擁有兩條超純量顺序执行解碼流水線。

## 設計
ARM Cortex-A55作為ARM Cortex-A53的繼任產品，旨在提高A53的性能和能效。ARM表示，與A53相比，A55的能效比提高 15%，性能提高 18%。而相對於A53，內存讀取性能和分支預測也得到了改進。
ARM Cortex-A75和ARM Cortex-A55是首批支持ARM DynamIQ技術的產品，令在設計多核產品時更加靈活和增加擴展性。

## 對外授權
ARM Cortex-A55可作為半導體IP核授權給被許可方（例如高通和聯發科），其設計使其適合與其他IP內核（例如 GPU、數位訊號處理器（DSP）、顯示控制器）集成到一個片上系統（SoC）中。
ARM還與高通合作開發了Cortex-A55的半定製版本，用於Kryo385CPU的內核。這種半定制內核也用於一些高通的中端SoC，如Kryo360 Silver和Kryo 460 Silver。